# Ross shelfis

Antarktis med Ross shelfis markerad med rött (på "undersidan").

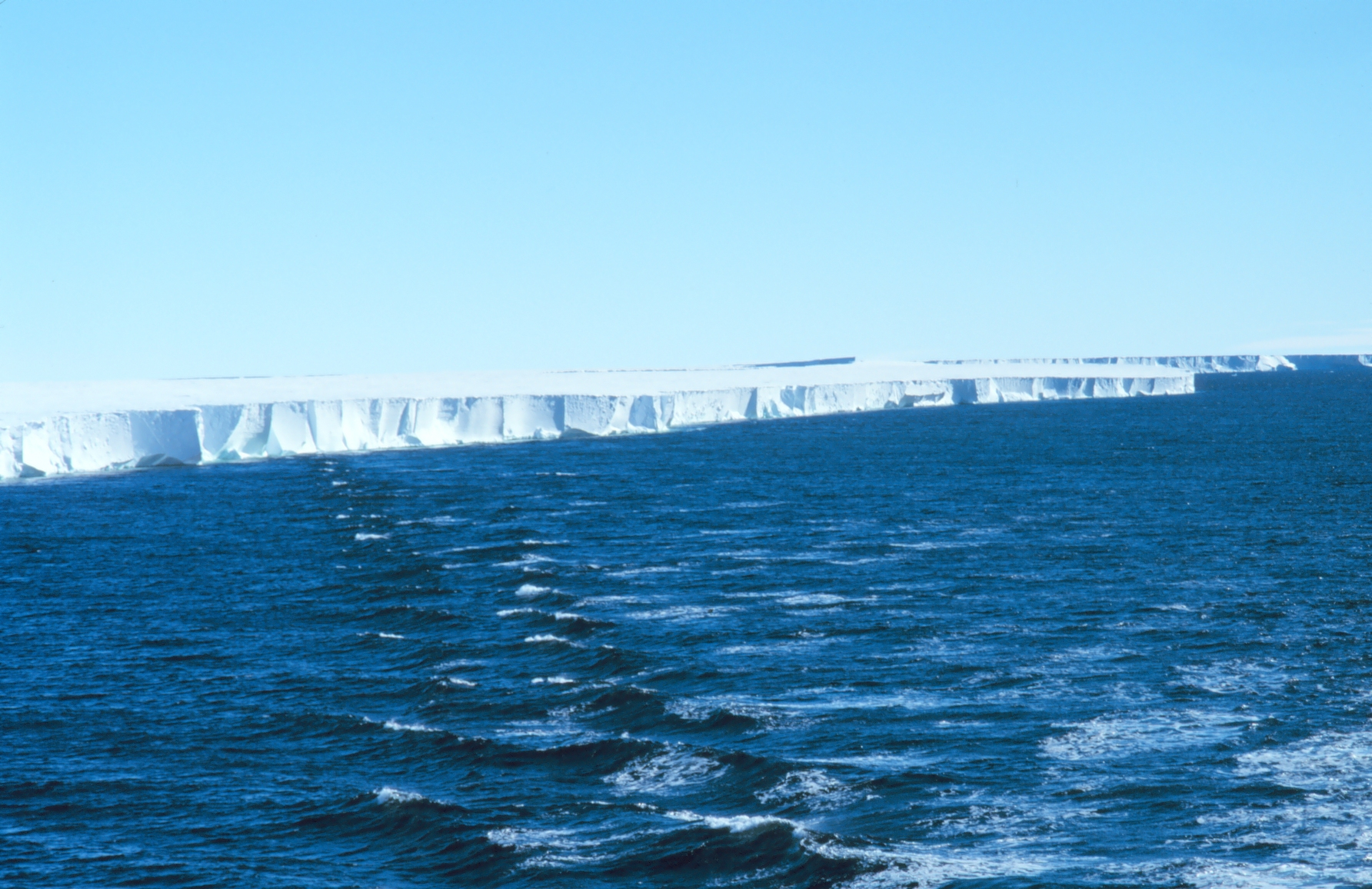
Ross shelfis.

Ross shelfis är världens största shelfis och är belägen i Rosshavet, Antarktis. Den täcker en yta på cirka 490 000 km².
Gränsen mot havet är skarp och utgörs av en 30–50 meter hög isvägg, Rossbarriären. Större delen av ismassan flyter i havet. Tjockleken varierar från 200–300 meter vid iskanten till cirka 700 meter längst i söder. Isshelfen växer till genom glaciärströmmar från inlandsisen och genom snöfall. Fronten rör sig med en fart av uppskattningsvis ett par meter om dygnet. Hela tiden brytes större eller mindre issjok loss, som driver iväg som isberg.
Flera antarktiska expeditioner har haft sina vinterkvarterer på Ross-shelfen. Bland andra låg Roald Amundsens läger Framheim och Richard Byrds Little America I–V söder om Valbukten. Denna bukt är den sydligaste punkt i världen som fartyg kan nå. 
Ross shelfis upptäcktes 1841 av britten James Clark Ross. Den blev besökt första gången år 1900 av norrmannen Carsten Borchgrevink. Två år senare gjorde Robert Scott en ballonguppstigning för att få överblick över shelfisen. 